# Opius gribodoi
Opius gribodoi är en stekelart som beskrevs av Fischer 1962. Opius gribodoi ingår i släktet Opius och familjen bracksteklar. Inga underarter finns listade i Catalogue of Life.